# Tetrarrhena
Genre

Tetrarrhena est un genre de plantes monocotylédones de la famille des Poaceae, sous-famille des Oryzoideae,  endémique d'Australie, qui comprend six espèces.
Ce sont des plantes herbacées vivaces, stolonifères, aux tiges ligneuses à herbacées, ramifiées dans leur partie supérieure. Les inflorescences sont des racèmes spiciformes comptant un faible nombre d'épillets. Les fleurons fertiles présentent deux lodicules et généralement quatre étamines (deux chez Tetrarrhena oreophila).
Le nom générique « Tetrarrhena » dérive des racines grecques  τετρα (tetra) qui signifie « quatre » et  ἄρρην (arrhên) signifiant « mâle », en référence aux quatre étamines des fleurons.

## Liste d'espèces
Selon Tropicos (28 janvier 2017) (Attention liste brute contenant possiblement des synonymes) :
- Tetrarrhena acuminata R. Br.
- Tetrarrhena distichophylla (Labill.) R. Br.
- Tetrarrhena drummondiana Nees
- Tetrarrhena juncea R. Br.
- Tetrarrhena laevis R. Br.
- Tetrarrhena oreophila D.I. Morris
- Tetrarrhena tenacissima Nees
- Tetrarrhena turfosa N.G. Walsh